# José Joaquín de Herrera (kommun i Mexiko)
José Joaquín de Herrera är en kommun i Mexiko.   Den ligger i delstaten Guerrero, i den sydöstra delen av landet, 220 km söder om huvudstaden Mexico City.
Följande samhällen finns i José Joaquín de Herrera:
- Ixcatla
- Tomactilicán
- Cacahuatepec
- Ayahualtempa
- Tlalchichiltipán Nuevo
- Tlachimaltepec
- Apanguito
- Mazazontecomac
- San Marcos Ixtláhuac
- Apozonalco
- Ajacayán Oriente
- Cacahuatla
- Quetzalapa
- Cacalotepec
- Zacaixtlahuacán
- Tequixca
- Ocotecomactitlán
- Tlacoapa
- Buena Vista de los Aires
- Tlatlajquitepec
- Oztotitlán
- Axoloapa
- Temixco
- Zintiotitlán
- Tepozcotlaloca
- Zompantitlán
- La Laguna
- Tlalojcan
- Tlaixcoatipan
- Cuitlanistepec